# Johanna Voß

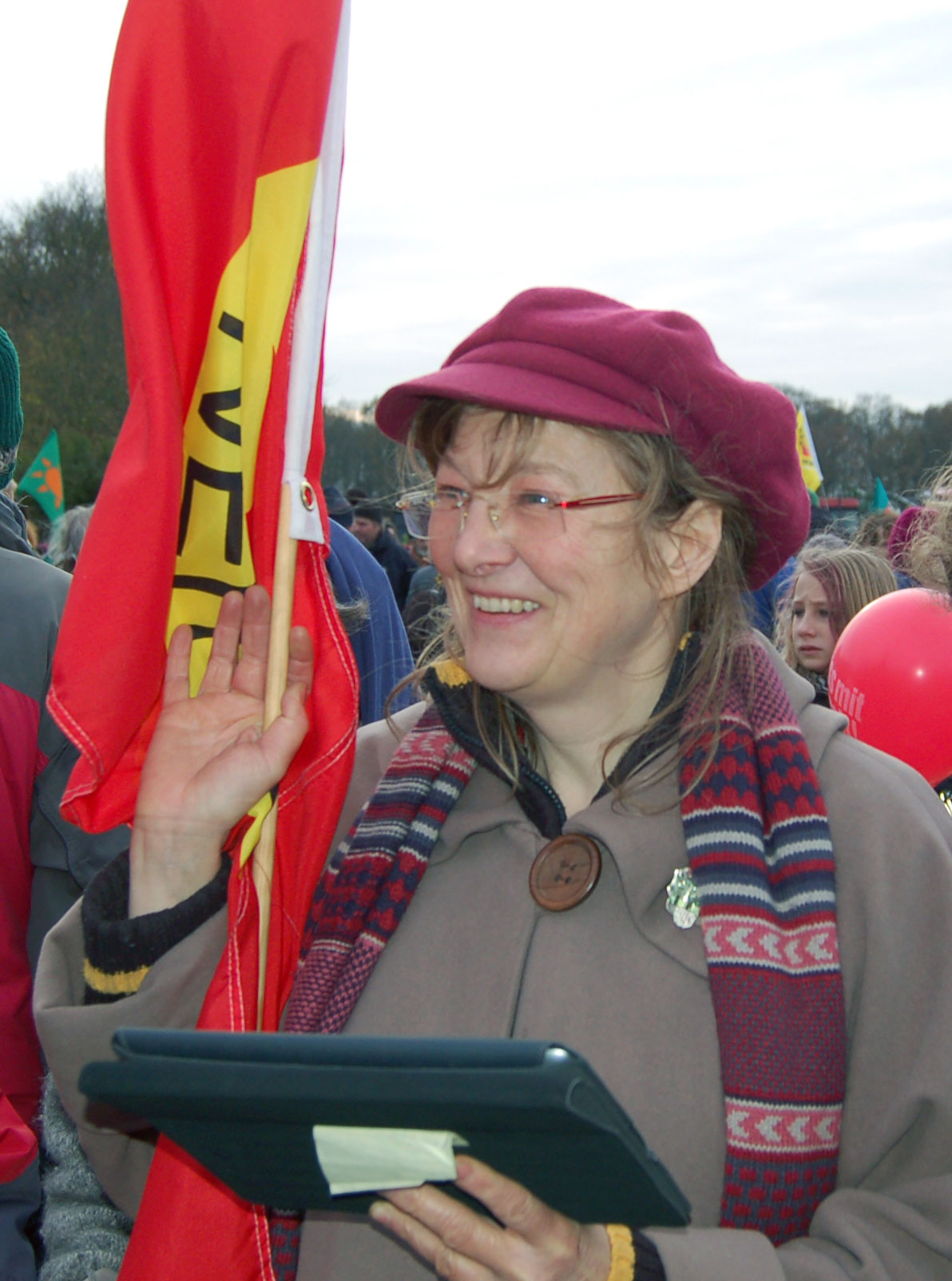
Johanna Voss 2011

Johanna Regina Voß (* 3. September 1957 in Rulle) ist eine ehemalige deutsche Politikerin (Die Linke). Sie war von 2010 bis 2013 Mitglied des Deutschen Bundestages.
Die Diplom-Sozialpädagogin engagierte sich in der katholischen Jugendarbeit gegen die Apartheid und in der Friedensbewegung. Sie ist Gründungsmitglied der Partei Die Linke im Wendland. Zur Bundestagswahl am 27. September 2009 kandidierte sie im Bundestagswahlkreis Lüchow-Dannenberg – Lüneburg und auf der Landesliste Niedersachsen, verfehlte jedoch den Einzug. Am 1. November 2010 zog Johanna Voß nach dem Ausscheiden des Abgeordneten Herbert Schui in den Deutschen Bundestag ein. Bei der Bundestagswahl 2013 kandidierte sie auf Platz 5 der niedersächsischen Landesliste und verfehlte den Einzug in den Bundestag.
Johanna Voß ist geschieden, hat zwei Kinder und lebt im Landkreis Lüchow-Dannenberg. Sie ist Mitglied der Bürgerinitiative Umweltschutz.